# Tanja Dragić
Tanja Dragić (15 de mayo de 1991) es una deportista serbia que compitió en atletismo adaptado. Ganó una medalla de oro en los Juegos Paralímpicos de Londres 2012 en la prueba de lanzamiento de jabalina (clase F12/13).

## Palmarés internacional
| Juegos Paralímpicos | Juegos Paralímpicos   | Juegos Paralímpicos | Juegos Paralímpicos |
| Año                 | Lugar                 | Medalla             | Prueba              |
| ------------------- | --------------------- | ------------------- | ------------------- |
| 2012                | Londres (Reino Unido) | Medalla de oro      | Jabalina F12/13     |